# 아그파게바트
아그파 게바트(Agfa-Gevaert N.V., 줄여서 '아그파', 유로넥스트: AGFB, 프랑크푸르트: AGE)는 이미지를 만들고 처리하고 재생산하는 아날로그, 디지털 제품과 시스템을 개발하고 제조하고 배포하는 유럽의 다국적 기업이다. "건강 관리, 그래픽, 물질"(healthcare, graphics and materials)이라는 세 개의 주된 부서가 있는 이미지 기술 회사이다.
과거에 아그파 필름과 카메라들은 잘 나가는 소비자 제품들이었다. 그러나 2004년에 소비자 이미징 부서가 관리 매점을 통해 세워진 회사에 팔렸다. 새로 불리게 된 회사 이름은 아그파포토이지만 한 해 즈음 뒤인 2005년 5월 27일 파산을 신청하였다.
2007년 4월 말에 아그파 게바트는 당초 계획했던대로 세 개의 독립된 회사로 나누는 것이 더 이상 실현되지 않음을 선언하였다.

## 역사
아그파 게바트는 1867년 독일의 베를린에 세워진 약품사인 아그파사와 1894년 벨기에의 안트베르펀에 세운 인화지 메이커 게바트 사진 제조사가 제2차 세계 대전 후인 1964년 사업을 통합하면서 탄생하였다. 본사는 벨기에에 위치해 있다. 1981년부터 1999년까지 독일의 종합 화학 약품 메이커인 바이엘(Bayer)사의 자회사였다. 여기에 자기 테이프나 복사기, 스캐너를 비롯하여 다양한 제품을 생산하고 있다.
이전에는 사진용 필름 메이커로 후지필름, 코닥과 함께 세계 톱 3에 들어 유명했지만 디지털 카메라가 보급되면서 판매액이 줄어들어 2004년 11월에 필름 부문이 신설된 아그파포토사를 매각하였다. 아그파포토는 아그파 게바트로부터 상표를 빌려 아그파 브랜드의 필름을 생산하고 있었지만 2005년 5월에 파산을 신청하였다. 그 뒤로 독일의 HANS O. MAHN & CO. KG사가 아그파 브랜드의 흑백 필름, 인화지 사업을 유지하고 있고 독일 Lupus Imaging & Media사가 아그파 브랜드의 필름이나 메모리 카드를 판매하고 있다.

## 같이 보기
- 아그파컬러(영어판)
- 후지필름
- 코닥
- 제일합섬